# Tipula (Papuatipula) pensilis
Tipula (Papuatipula) pensilis is een tweevleugelige uit de familie langpootmuggen (Tipulidae). De soort komt voor in het Australaziatisch gebied.